# Podsavezna nogometna liga Daruvar 1960./61.
Podsavezna liga Daruvar, također i kao Prvenstvo Daruvarskog nogometnog podsaveza je bila liga četvrtog stupnja nogometnog prvenstva Jugoslavije u sezoni 1960./61. 
 Sudjelovalo je 8 klubova, a prvak je bila momčad "Papuk" iz Pakraca. 

## Ljestvica
| mj. | klub                     | ut. | pob. | ner. | por. | gol+ | gol- | bod |
| --- | ------------------------ | --- | ---- | ---- | ---- | ---- | ---- | --- |
| 1.  | Papuk Pakrac             | 14  | 11   | 1    | 2    | 66   | 21   | 23  |
| 2.  | Partizan Suhopolje       | 14  | 10   | 2    | 2    | 49   | 20   | 22  |
| 3.  | Drvodjelac Virovitica    | 14  | 9    | 1    | 4    | 32   | 20   | 19  |
| 4.  | Drava Terezino Polje     | 14  | 8    | 0    | 6    | 37   | 34   | 16  |
| 5.  | Jedinstvo Grubišno Polje | 14  | 5    | 2    | 7    | 29   | 25   | 12  |
| 6.  | Bilogora Špišić Bukovica | 14  | 4    | 1    | 9    | 26   | 42   | 9   |
| 7.  | Jedinstvo Gradina        | 14  | 3    | 1    | 10   | 12   | 47   | 7   |
| 8.  | Proleter Lukač           | 14  | 2    | 0    | 12   | 16   | 45   | 4   |

## Rezultatska križaljka
| kratica | klub                     | BIL | DRA | DRV | JEDGRA | JEDGRUP | PAP | PAR | PRO |
| --- | ------------------------ | --- | --- | --- | ------ | ------- | --- | --- | --- |
| BIL | Bilogora Špišić Bukovica |     |     |     |        |         |     |     |     |
| DRA | Drava Terezino Polje     |     |     |     |        |         |     |     |     |
| DRV | Drvodjelac Virovitica    |     |     |     |        |         |     |     |     |
| JEDGRA | Jedinstvo Gradina        |     |     |     |        |         |     |     |     |
| JEDGRUP | Jedinstvo Grubišno Polje |     |     |     |        |         |     |     |     |
| PAP | Papuk Pakrac             |     |     |     |        |         |     |     |     |
| PAR | Partizan Suhopolje       |     |     |     |        |         |     |     |     |
| PRO | Proleter Lukač           |     |     |     |        |         |     |     |     |
| |                          |     |     |     |        |         |     |     |     |
| podebljan rezultat - utakmice od 1. do 7. kola (1. utakmica između klubova) rezultat normalne debljine - utakmice od 8. do 14. kola (2. utakmica između klubova) rezultat nakošen - nije vidljiv redoslijed odigravanja međusobnih utakmica iz dostupnih izvora rezultat smanjen * - iz dostupnih izvora nije uočljiv domaćin susreta prekrižen rezultat - poništena ili brisana utakmica p - utakmica prekinuta 3:0 p.f. / 0:3 p.f. - rezultat 3:0 bez borbe n.i. - nije igrano |                          |     |     |     |        |         |     |     |     |

 Izvori: